# Tortoise
Tortoise — американская рок-группа из Чикаго, играющая инструментальный пост-рок, образованная в 1990 году. Является одним из родоначальников стиля, который впоследствии получил название пост-рок. Tortoise представляют собой один из основных сегментов американской экспериментальной инди-сцены. Особенностью, выделившей Tortoise, является своеобразное экспериментальное звучание. Например, на первом альбоме группы, мелодии, исполняемые двумя бас-гитарами, опираются на размеренный и четкий ритм ударных с неожиданными сменами рисунков и переходами. На всех альбомах группы звучит вибрафон — как в качестве поддерживающего, так и в качестве солирующего инструмента, вызывая ассоциации с джазовыми оркестрами и одновременно напоминая о старых научно-популярных американских фильмах. Барабанщик, Джон Макинтайр, играл ранее на ударных в нойз-рок-группе Bastro, что не могло не сказаться на манере его исполнения и в Tortoise, звукоизвлечением и подачей отсылающей к постхардкору.

## Состав
- Джон Макинтайр[англ.] — ударные, клавишные
- Дуг Маккомбс — бас-гитара, гитара
- Джон Херндон — ударные, клавишные, вибрафон
- Дэн Битни — перкуссия, бас-гитара, ударные, вибрафон, клавишные
- Джефф Паркер — гитара, бас-гитара, клавишные, перкуссия

### Бывшие участники
- Банди К. Браун — бас-гитара (ушёл в 1995 году)
- Дэвид Пахо — гитара (ушёл в 1998 году)

## Дискография
- Tortoise (1994)
- Rhythms, Resolutions, and Clusters (ремиксы, 1995)
- Millions Now Living Will Never Die (1996)
- TNT (1998)
- In the Fishtank (EP, 1999)
- Standards (2001)
- It's All Around You (2004)
- The Brave and the Bold (в сотрудничестве с Уиллом Олдхэмом, 2006)
- Beacons of Ancestorship (2009)
- The Catastrophist (2016)